# Албанія на літніх Олімпійських іграх 1972
Албанія на літніх Олімпійських іграх 1972 року, які проходили у німецькому місті Мюнхен, була представлена 5 спортсменами (4 чоловіками та 1 жінкою) у 2 видах спорту — стрільбі і важкій атлетиці. Прапороносцем на церемонії відкриття Олімпійських ігор була стрільчиня Афердіта Туша.
Албанія вперше взяла участь у літніх Олімпійських іграх. Албанські спортсмени не завоювали жодної медалі.

## Важка атлетика
| Спортсмен    | Категорія | Прес (кг) | Ривок (кг) | Поштовх (кг) | Разом (кг) | Місце |
| ------------ | --------- | --------- | ---------- | ------------ | ---------- | ----- |
| Юмер Пампурі | до 60 кг  | 127.5 OR  | 90.0       | 125.0        | 342.5      | 9     |

## Стрільба
| Спортсмен     | Дисципліна             | Фінал | Фінал |
| Спортсмен     | Дисципліна             | Бали  | Місце |
| ------------- | ---------------------- | ----- | ----- |
| Фатос Пілкаті | пістолет, 50 м         | 546   | 24    |
| Афердіта Туша | пістолет, 50 м         | 522   | 51    |
| Ісмаїл Рама   | гвинтівка, 50 м лежачи | 594   | 22    |
| Бекір Косова  | гвинтівка, 50 м лежачи | 587   | 66    |